# Griedge Mbock Bathy
Griedge Yinda Colette Mbock Bathy Nka (Brest, 13 luglio 1995) è una calciatrice francese, difensore del Paris Saint-Germain e della nazionale francese.

## Carriera

### Club
Griedge Mbock Bathy nasce a Brest, in Bretagna, da genitori di origini camerunesi, e fin dall'infanzia mostra interesse per il calcio che convincerà la famiglia a iscriverla ad una scuola di calcio cittadina, lo Sporting-Club de Ponta, dal novembre 2001, e con la quale gioca nelle formazioni giovanili fino all'agosto 2006.
Nell'estate 2006 passa ad un'altra squadra cittadina, l'A.S. Brestoise, con la quale rimane quattro stagioni, mettendosi in luce ed attirando l'attenzione degli osservatori dello Stade Briochin, formazione con sede a Saint-Brieuc, che le offrono l'opportunità di giocare in Division 1 Féminine, il massimo livello del campionato francese, nella loro sezione femminile del club dal campionato 2010-2011. Con la maglia gialloblu contribuisce a raggiungere la salvezza, classificandosi all'ottavo posto con la squadra a 42 punti.
A fine stagione la squadra si stacca dalla precedente società per fondersi con l'En Avant de Guingamp dando origine alla loro sezione femminile e iscrivendosi al loro posto per la stagione 2011-2012. Mbock Bathy segue la scelta delle compagne giocando quattro stagioni sempre agevolmente a centro classifica e contribuendo, grazie anche alle sue prestazioni al centro della difesa, alla conquista del quinto posto nei due suoi ultimi campionati in maglia rossonera, 2013-2014 e 2014-2014. Al termine della stagione 2013-2014 venne designata come migliore giovane promessa della Division 1 da una giuria di giornalisti sportivi.
Nell'estate 2015 fu al centro dell'attenzione della stampa francese di settore in quanto il cartellino rilevato dal Olympique Lyonnais ammontò, secondo il sito France Football, a oltre 100 000 euro, la cifra più elevata investita nella storia del campionato francese femminile di calcio fino a quel momento.
Con la maglia della città di Lione riesce finalmente a concretizzare le sue qualità già espresse nelle giovanili della nazionale francese riuscendo a conquistare con la sua nuova squadra la tripletta campionato, Coupe de France Féminine e Champions League.
Il 3 luglio 2024, Mbock viene ingaggiata a titolo definitivo dal Paris Saint-Germain, con cui firma un contratto triennale.

### Nazionale
Mbock Bathy inizia ad essere convocata dalla federazione calcistica della Francia (FFF) dal 2010, inizialmente per indossare la maglia della formazione Under-17, chiamata dal tecnico Francisco "Paco" Rubio in occasione della doppia amichevole del 13 e 15 settembre con le pari età dei Paesi Bassi, dove scende in campo da titolare in entrambi gli incontri, per poi essere inserita in rosa con la squadra impegnata alle qualificazioni all'Europeo di categoria 2012, condividendo con le compagne la progressione della sua nazionale che vede nuovamente superare le due fasi di qualificazione, accedere alla fase finale e, infine, battere prima la Svizzera 5-1 in semifinale, per poi perdere la finale con la Germania, superata ai calci di rigore dopo che l'incontro era terminato sull'1-1 ai tempi regolamentari.
Il risultato ottenuto consente alla nazionale francese di partecipare al Mondiale di Azerbaigian 2012, torneo che venne vinto dalla Francia e che vide la stessa Griedge Mbock Bathy nominata migliore calciatrice del torneo.
Nell'agosto 2013 ha vinto il campionato mondiale under-19 da capitano della nazionale francese, senza però esser riuscita a disputare la finale perché squalificata a causa di un'espulsione rimediata in semifinale. Nell'ottobre dello stesso anno ricevette la prima convocazione nella nazionale maggiore. Un mese dopo fece il suo esordio in nazionale maggiore nella partita vinta per 0-10 sulla Bulgaria e valida per le qualificazioni al campionato mondiale 2015.
Nel 2014 fece parte della compagine francese che prese parte al campionato mondiale under-20 disputatosi in Canada, vincendo il pallone d'argento come seconda miglior calciatrice del torneo.
Nel 2015 venne convocata nella nazionale maggiore in occasione del campionato mondiale 2015, senza però scendere in campo in alcuna partita. E nel 2016 fece della selezione che partecipò ai Giochi della XXXI Olimpiade.

## Statistiche

### Presenze e reti nei club
Statistiche aggiornate al 20 giugno 2025.
| Stagione                       | Squadra                        | Campionato                     | Campionato | Campionato | Coppe nazionali | Coppe nazionali | Coppe nazionali | Coppe continentali | Coppe continentali | Coppe continentali | Altre coppe | Altre coppe | Altre coppe | Totale | Totale |
| Stagione                       | Squadra                        | Comp                           | Pres       | Reti       | Comp            | Pres            | Reti            | Comp               | Pres               | Reti               | Comp        | Pres        | Reti        | Pres   | Reti   |
| ------------------------------ | ------------------------------ | ------------------------------ | ---------- | ---------- | --------------- | --------------- | --------------- | ------------------ | ------------------ | ------------------ | ----------- | ----------- | ----------- | ------ | ------ |
| 2010-2011                      | Stade Briochin                 | D1                             | 17         | 0          | CF              | -               | -               | -                  | -                  | -                  | -           | -           | -           | 17     | 0      |
| 2011-2012                      | Guingamp                       | D1                             | 13         | 1          | CF              | 1               | 0               | -                  | -                  | -                  | -           | -           | -           | 14     | 1      |
| 2012-2013                      | Guingamp                       | D1                             | 16         | 0          | CF              | 2               | 0               | -                  | -                  | -                  | -           | -           | -           | 18     | 0      |
| 2013-2014                      | Guingamp                       | D1                             | 19         | 3          | CF              | 0               | 0               | -                  | -                  | -                  | -           | -           | -           | 19     | 3      |
| 2014-2015                      | Guingamp                       | D1                             | 21         | 5          | CF              | 4               | 0               | -                  | -                  | -                  | -           | -           | -           | 25     | 5      |
| Totale Stade briochin/Guingamp | Totale Stade briochin/Guingamp | Totale Stade briochin/Guingamp | 86         | 9          |                 | 7               | 0               |                    | -                  | -                  |             | -           | -           | 93     | 9      |
| 2015-2016                      | Olympique Lione                | D1                             | 20         | 3          | CF              | 5               | 3               | UWCL               | 9                  | 2                  | -           | -           | -           | 34     | 8      |
| 2016-2017                      | Olympique Lione                | D1                             | 17         | 3          | CF              | 2               | 0               | UWCL               | 6                  | 1                  | -           | -           | -           | 25     | 4      |
| 2017-2018                      | Olympique Lione                | D1                             | 15         | 3          | CF              | 3               | 2               | UWCL               | 7                  | 0                  | -           | -           | -           | 25     | 5      |
| 2018-2019                      | Olympique Lione                | D1                             | 16         | 2          | CF              | 3               | 1               | UWCL               | 9                  | 2                  | -           | -           | -           | 28     | 5      |
| 2019-2020                      | Olympique Lione                | D1                             | 15         | 4          | CF              | 2               | 0               | UWCL               | 3                  | 1                  | SF          | 1           | 0           | 21     | 5      |
| 2020-2021                      | Olympique Lione                | D1                             | 0          | 0          | CF              | 0               | 0               | UWCL               | 0                  | 0                  | -           | -           | -           | 0      | 0      |
| 2021-2022                      | Olympique Lione                | D1                             | 18         | 6          | CF              | 2               | 0               | UWCL               | 8                  | 1                  | -           | -           | -           | 28     | 7      |
| 2022-2023                      | Olympique Lione                | D1                             | -          | -          | CF              | -               | -               | UWCL               | -                  | -                  | SF          | 1           | 0           | 1      | 0      |
| 2023-2024                      | Olympique Lione                | D1                             | 16         | 3          | CF              | 4               | 0               | UWCL               | 8                  | 0                  | SF          | 1           | 0           | 29     | 3      |
| Totale Olympique Lione         | Totale Olympique Lione         | Totale Olympique Lione         | 117        | 24         | -               | 22              | 5               | -                  | 51                 | 7                  |             | 3           | 0           | 193    | 36     |
| 2024-2025                      | Paris Saint-Germain            | PL                             | 12         | 2          | CF              | 3               | 0               | UWCL               | 2                  | 0                  | -           | -           | -           | 18     | 2      |
| Totale carriera                | Totale carriera                | Totale carriera                | 199        | 32         |                 | 28              | 5               |                    | 45                 | 7                  |             | 1           | 0           | 274    | 44     |

## Palmarès

### Club

#### Competizioni nazionali
- Campionato francese: 6

Olympique Lione: 2015-2016, 2016-2017, 2017-2018, 2018-2019, 2019-2020, 2021-2022
- Coppa di Francia: 3

Olympique Lione: 2015-2016, 2016-2017, 2018-2019
- Supercoppa francese: 3

Olympique Lione: 2019, 2022, 2023

#### Competizioni internazionali
- UEFA Women's Champions League: 5

Olympique Lione: 2015-2016, 2016-2017, 2017-2018, 2018-2019, 2021-2022

### Nazionale
- SheBelieves Cup: 1

2017
- Campionato d'Europa under 17: 1

2012
- Campionato d'Europa under 19: 1

2013

### Individuali
- Trophées UNFP du football: 1

2016